# Вторая Цазинская операция
Вторая Цазинская операция (сербохорв. Друга Цазинска операција / Druga Cazinska operacija), также известная как Нападение НОАЮ на Цазин в сентябре 1944 (серб. Напад НОВЈ на Цазин септембра 1944. / Napad NOVJ na Cazin septembra 1944.) — сражение Народно-освободительной войны Югославии, состоявшееся 13 сентября 1944 года за город Цазин. Со второй попытки силы 4-го хорватского армейского корпуса взяли город. Ранее в апреле была предпринята неудачная попытка штурма.

## Предыстория
Успешные действия партизан и союзных войск в ходе операции «Рэтуик» (англ. Ratweek) позволили 4-му хорватскому корпусу перейти в наступление на позиции немцев и усташей. Штаб корпуса принял решения атаковать города Цазин (Цазинская краина), Ваганац (Кордун), Сунь (Бановина) и несколько усташских крепостей к югу от Загреба.
Гарнизон города Цазин играл большую роль в защите коммуникаций через реку Уна, которая играла важную роль в действиях 15-го горного корпуса вермахта. Нападение на Цазин развязало бы руки 5-му боснийскому армейскому корпусу в плане освобождения Приедора и усилило бы давление на 15-й горный корпус перед второй Баня-Лукской операцией.

## Ход событий
На город нападали 1-я бригада 8-й дивизии и 2-я бригада Унской оперативной бригады. 2-я бригада 8-й дивизии поддерживала нападение со стороны Бихача и Острожаца. Гарнизон города состоял из частей 373-й хорватской дивизии вермахта и двух батальонов усташей.
13 сентября в 5:30 утра бригады пошли в атаку и после трёхчасового боя взяли город. 5-й усташский батальон попытался прорваться из города в сторону Бихача, но партизаны бросились его преследовать и полностью уничтожили. Все попытки осаждённых покинуть Цазин и уйти в Бихач были пресечены.

## Последствия
Штаб 4-го корпуса НОАЮ попытался развить успех и приказал взять Изачич и Ваганац. Если из первого города немцы и усташи сбежали ещё до подхода войск партизан, то Ваганац взять НОАЮ не удалось.